# Nikołaj Moskow
Nikołaj Andrianowicz Moskow (ros. Николай Андрианович Москов, ur. 1897 we wsi Bachtijar w guberni astrachańskiej, zm. 1979) – funkcjonariusz radzieckich służb specjalnych, minister spraw wewnętrznych Kirgiskiej SRR (1949–1953 i 1954–1960).

## Życiorys
Członek Czerwonej Gwardii w 1918, później służył we Flocie i Armii Czerwonej, słuchacz odeskich kursów obrony powietrznej, od 1922 funkcjonariusz milicji robotniczo-chłopskiej, w 1930 przyjęty do WKP(b). Od 1933 szef miejskiego oddziału milicji robotniczo-chłopskiej w Krzywym Rogu, w 1935 zastępca szefa zarządu milicji robotniczo-chłopskiej obwodu dniepropietrowskiego, w 1937 szef zarządu milicji robotniczo-chłopskiej obwodu połtawskiego, od marca do czerwca 1941 zastępca szefa Głównego Zarządu Milicji Robotniczo-Chłopskiej NKGB Łotewskiej SRR. Od sierpnia 1941 do marca 1945 zastępca szefa Zarządu NKWD obwodu woroneskiego, 4 marca 1943 mianowany komisarzem milicji 3 rangi, od 26 marca 1945 do 1949 szef Zarządu NKWD/MWD obwodu woroneskiego, 1949–1953 i ponownie w latach 1954–1960 minister spraw wewnętrznych Kirgiskiej SRR, od sierpnia 1960 na emeryturze.

## Odznaczenia
- Order Lenina (1945)
- Order Czerwonego Sztandaru (dwukrotnie w 1945)
- Order Czerwonego Sztandaru Pracy (31 stycznia 1951)
- Order Wojny Ojczyźnianej II klasy
- Order Czerwonej Gwiazdy (1943)